# 精英政治
菁英政治、菁英治國、任人唯才、优绩主义或選賢舉能（英語：Meritocracy、粵語：唯才主義）通常是指一種政治哲學思想，主张通过个人才能、努力和成就来分配社会资源与地位。
这一思想强调竞争的公平性，认为个人的成功或失败主要取决于自身表现，而非出身或背景。

## 定义

### 广义上的理论
检测一个人是否有成就、是否「菁英」，最常見也是最有利的测试方法有可能是以IQ最为标准化成就测验”。在行政意义上，作为政府或其他管理单位，在日常工作中(如工商管理)，检测一个人是否是菁英，通常是将任命的事物和责任分配给某个人，再根据他们的“优点”，即智能，凭证，和教育，进行评估或考试。
但是，一般的意义上，菁英可以指任何形式的管理成就。“功利主义”和“务实”、“菁英”这三个词还赋予了一个更广泛的定义，并可能被用来指任何对政府有“裁决或有影响力的教育或有能力的一类人。”与原来的词性相比，这个术语的使用在1958年由邁克爾·楊，将它归类为一个性质。
认为菁英在其更广泛的意义上，可以是通用于任何判断物质或者展示其自身优点的行为；这种行为经常被描述在社会学和心理学。菁英教育的支持者不一定同意“绩效”的性质；然而,他们更倾向于认可“绩效”本身应该是一种主要的评估方式。因此，其价值从某个角度来说，很可能已经达到在智力、在心理、生理、教育、职业道德上远超其他普通人的一类人才。
假设一个人的功绩总能起到示范作用，并被人们加以修饰，那么这样的一个人就很有可能变成英雄，换句话来说，示范的作用对于菁英的培育过程中是必不可少的，示范的作用是直接影响一个人是否能够成为菁英的内在因素，因此掌握和示范性的做一些事情，有利于促进菁英的培育，其中最鲜明的例子是亚里士多德，菁英相当于亚里士多德的概念是基于贵族或寡头结构，而不是在现代国家的背景。

### 狭义上的理论
虽然菁英作为一个术语，是一个相对新造词(1958)。政府基于标准化选拔公职人员考试的概念，最初源于孔子及其弟子的作品《论语》连同其他法家《韩非子》和儒家哲学家。
第一个菁英选拔制度是在公元前二世纪的汉朝，推出了世界上第一个公务员考试评价官员的“好处”。菁英作为一个概念，在17世纪从中国传播到英属印度，然后进入欧洲大陆和美国。
随着儒家文本在启蒙运动中被人们翻译，菁英知识分子这一概念，已到达西方世界，并得到更好的传播和被人们学习，他们认为这是一个替代传统的欧洲古代政权的好方法。1881年，美国总统詹姆斯·艾布拉姆·加菲尔德遇刺促使替代美国菁英分赃制的形成，1883年，彭德尔顿公务员改革法案通过，规定政府的工作人员应使用竞争性考试来选拔，并在这一基础上授予职位，而不是通过政客或政治背景的内部关系来给予一定的职位。
今天的菁英筛选最常见的筛查方式的看这个人是否是专科或者大学学历，但这样的弊端是造成人力资源过剩。由于种种原因，高等教育本身就是一个不完美的菁英筛选系统，如缺乏全球统一标准、缺乏范围(不包括所有职业和工作流程在内)，以及缺乏(有一些贤人永远不会有机会参与，因为费用，这种情况尤其是发展中国家常有)。
尽管如此，学位在某种角度来说，在缺乏更精确的方法的情况下，是惟一能够得到筛选菁英目的一种方式。而教育成为了培养这些人的一种手段。然而，这并不能构成一个完整的体系，作为菁英必须被人们自动授予权力和权威，在这一定程度并不是独立完成的，这才叫真正意义上的“任人唯贤”。

## 语源
尽管这个概念已经存在了数个世纪，“菁英”一词是相对较新。1958年英国政治家和社会学家Michael Young在他的著作中认为“菁英政治”一词最早起源于拉丁语“好处”的根的组合(从“mereō”意味着“获得”)和古希腊后缀“-cracy”(意思是“权力”、“规则”)；菁英的崛起，它指的应该是英国统治下的政府支持智力和能力(优点)高于一切。”
在Michael Young的这本书中，Michael Young使用第一人称写的这篇文章，并描述战后英国政治的历史与虚构的未来事件的短期（1960年起）和长期（2020年起）。其中“菁英”一词的术语就有着明显的负面、消极的含义。一个很现实的问题：一些年轻的人们如何合法成为菁英的一员，并被统治集团加以利用？

## 历史与传播

### 古代：中国
最早的学术共识、行政菁英例子起源于中国古代的察舉和科举考试。这个制度概念至少的起源于公元前6世纪，基於孔子主张的儒家思想。随着西汉提出“罢黜百家，独尊儒术”的观点，以及隋唐时期创建和流行的科举制度的出现，这一切都是统治者为了维护自己的权力和庞大的帝国，这种制度被广泛应用，成为政府维护官员复杂网络的必要策略之一。这种制度使得在这个政府机构内，未来的官员可能并不局限于贵族，也有来自农村、无任何政治背景普通百姓。排名是根据人员自身的价值决定的，通过察舉来选拔人才，逐渐成为社会流动的关键。三国時代曹魏设立九品中正制，605年被隋文帝创立的科舉制度代替。
《普林斯顿大学历史百科全书》说：
在中国长达3000多年的封建帝国官僚主义统治的年代中，有一个最古老关于任人唯贤制度的例子。这个制度可以追溯至公元前200年，汉武帝采纳儒家思想作为其政治哲学和结构，其中就有包括使用美德和诚信作为衡量菁英人才的标尺，并逐渐取代贵族们的官位世袭，从而要求他的官员在行政任命和思想创新的方面上，必须择优选拔。这样的一个管理制度允许任何人通过考试成为一名政府官员，以至于给整个家庭带来财富和荣誉（光宗耀祖），但是由于部分原因以及中国的影响力，第一个欧洲公务员考核制度并不是来源于欧洲，而是由在东印度经营的一家英国公司中产生......公司为防止腐败、偏袒和徇私舞弊，特别雇用和晋升经理作为主考官，全部是通过竞争性考试来选拔员工。
柏拉图和亚里士多德两位哲学家都主张任人唯贤，其中柏拉图在他的《理想国》一册中，公开阐述他的观点，认为最明智的选择应该莫过于是规则本身的选择，也因此统治者尊称“柏拉图是哲学界的国王”。

### 中世纪:中东地区
在公元632年穆罕默德死后，穆罕默德的家人正忙于他的葬礼。麦地那安萨尔讨论哪些穆斯林应该接替穆罕默德，并继续在运行事业。欧麦尔·本·赫塔卜和 Abu Ubaidah ibn al-Jarrah承诺他们将忠诚于阿布·伯克尔，阿布·伯克尔与安萨和古莱什族很快进行了交接。阿布·伯克尔因此成为第一个在Khalīfatu Rasūli l-Lāh“继任上帝旨意的使者和穆罕默德的接班人”，开始走上了传播伊斯兰教的道路。其中阿布·伯克尔就是靠自身的绩效获取本次选举的。

### 19世纪：美国
从1828年，美國聯邦政府使用獵官制再到1881年美国总统詹姆斯·艾布拉姆·加菲尔德被一个失望的求职者将其暗杀，已经能够证实獵官制的危险。两年后（也就是在1883年）美國聯邦政府通过了彭德尔顿法案，并将它加以修补，该法案规定，政府的工作人员应使用竞争性考试来选拔，并在这一基础上授予职位，而不是通过政客或政治背景的内部关系来给予一定的职位。这也使得非法解雇或降职的政府雇员不再出于单纯的政治原因。
执行绩效体系和司法体系等相关法律也给美国这个国家创造了美国公务员委员会。在现代美国的菁英选拔，总统只可以伸手一定数额的工作岗位，其中必须得到参议院的批准。

## 社会达尔文主义
社会达尔文主义是将达尔文进化论中自然选择的思想应用于人类社会的一种社会理论。最早提出这一思想的是英国哲学家、作家赫伯特·斯宾塞。社会达尔文主义不仅对人口发展的生物特征给予解释，但也可以作为人类社会现有的社会制度给予解释。社会达尔文主义的风行从19世纪持续到第二次世界大战结束，有人认为现代的社会生物学也可归类到社会达尔文主义学派中。“社会达尔文主义”一词最早出现在美国历史学家理查德·霍夫施塔特于1944年初版的著作《美国思想中的社会达尔文主义》，所以用“社会达尔文主义”一词来指称1944年前的相关思潮是不确切的，但这种用法已被历史学界广泛采用。 
社会达尔文主义曾被其拥护者用来为社会不平等、种族主义和帝国主义正名，理由是赫伯特·斯宾塞所说的“适者生存”。至此，赫伯特·斯宾塞对社会和道德机制进化的理解被异化为与其哲学思想相对立的东西。社会达尔文主义本身并不是一种政治倾向。有的社会达尔文主义者用这一思想说明社会进步和变革的不可避免，也有的社会达尔文主义者认为人类的退化不可避免。
社会达尔文主义的支持者认为，理论证明了受到社会不平等对待的那一类人往往是菁英。达尔文运用他在在生物学领域的成就，十分冒险性地提出他的理论。与其他思想家和理论家不同的是社会达尔文主义的应用阐述了人类野心与不平等关系之间的联系。在他的书中菁英教育和社会根本毫无价值(帕尔格雷夫，2012年)，哲学家Khen Lampert认为，英才制度下的教育只不过是社会达尔文主义的后现代版本。

## 互联网
由于人们经常受到互联网在线互动的影响，在身份的匿名方面往往更容易被对方交换到手，线下社会的不平等经常会影响人们转移注意力（包括智力、精力、教育和人格），把他们向着互联网上发泄和传达。这个时候，一个人的性别，种族，宗教和社会地位很容易被混淆，不被理解，导致问题愈演愈烈，最后酿成网络暴力。

### 自由／开源软件项目
一些比如GNOME基金会、Apache软件基金会、摩斯拉基金会和文檔基金會的(开源)组织，都纷纷正式宣称自己是菁英教育。

## 批判
对于菁英，已经引起很多人的批评和质疑。其中有人认为“精英”一词原本是一个消极的概念，最主要担忧是“绩效”的定义不清楚。

## 示例
- 香港政治
- 英國政治
- 科舉
- 新加坡政治

## 註释
1. ↑  这是技术与菁英之间的历史意义：菁英的模糊定义为“人工智能”的统治，并且已经应用于许多国家，比如古代希腊、印度、中国，包括犹太思想家和政治家也对此深受影响。例如，最高法庭，立法机关的古代以色列和犹大王国，有时被称为“知识菁英”，在这个意义上，其成员来自宗教文士，而并不是贵族。[37]对于贵族，尽管职务永久存在，然而，现有的成员会亲自选择新成员。[38]从行政意义上的角度来说，这些都不是菁英教育，只有经过能力测试的人，才能客观决定他是否拥有“这项胜任的能力”。[39]

## 拓展阅读
- Burbank, Jane and Cooper, Frederick. (2010). Empires in World History: Power and the Politics of Difference. Princeton: Princeton University Press. ISBN 0-691-12708-5.
- Estlund, David. (2003). Why Not Epistocracy? （页面存档备份，存于）.
- Kazin, Michael, Edwards, Rebecca, and Rothman, Adam. (2010). The Princeton Encyclopedia of American Political History Volume 2. Princeton University Press. ISBN 0-691-12971-1.
- Kett, Joseph F. Merit: The History of a Founding Ideal From the American Revolution to the Twenty-First Century. Ithaca, NY: Cornell University Press, 2012. ISBN 978-0801451225
- Schwarz, Bill. (1996). The expansion of England: race, ethnicity and cultural history. Psychology Pres. ISBN 0-415-06025-7.
- Khen Lampert, Meritocratic Education and Social Worthlessness, Palgrave-Macmillan, UK, 2012-12-24; ISBN 1137324880